# Flavio Chigi (1810–1885)
Flavio Chigi, född 31 maj 1810 i Rom, död 15 februari 1885 i Rom, var en italiensk kardinal och ärkebiskop. Han var ärkepräst av San Giovanni in Laterano från 1876 till 1885 samt camerlengo från 1881 till 1882.

## Biografi
Flavio Chigi var son till Agostino Chigi och Carlotta Amalia Colonna Barberini. Han prästvigdes 1853.
I juni 1856 utnämndes Chigi till titulärärkebiskop av Myra och biskopsvigdes den 6 juli samma år av påve Pius IX i Cappella Paolina i Palazzo del Quirinale.
I december 1873 upphöjde påve Pius IX Chigi till kardinalpräst med Santa Maria del Popolo som titelkyrka. Kardinal Chigi deltog i konklaven 1878, vilken valde Leo XIII till ny påve.

## Bilder

Kardinal Flavio Chigis titelkyrka
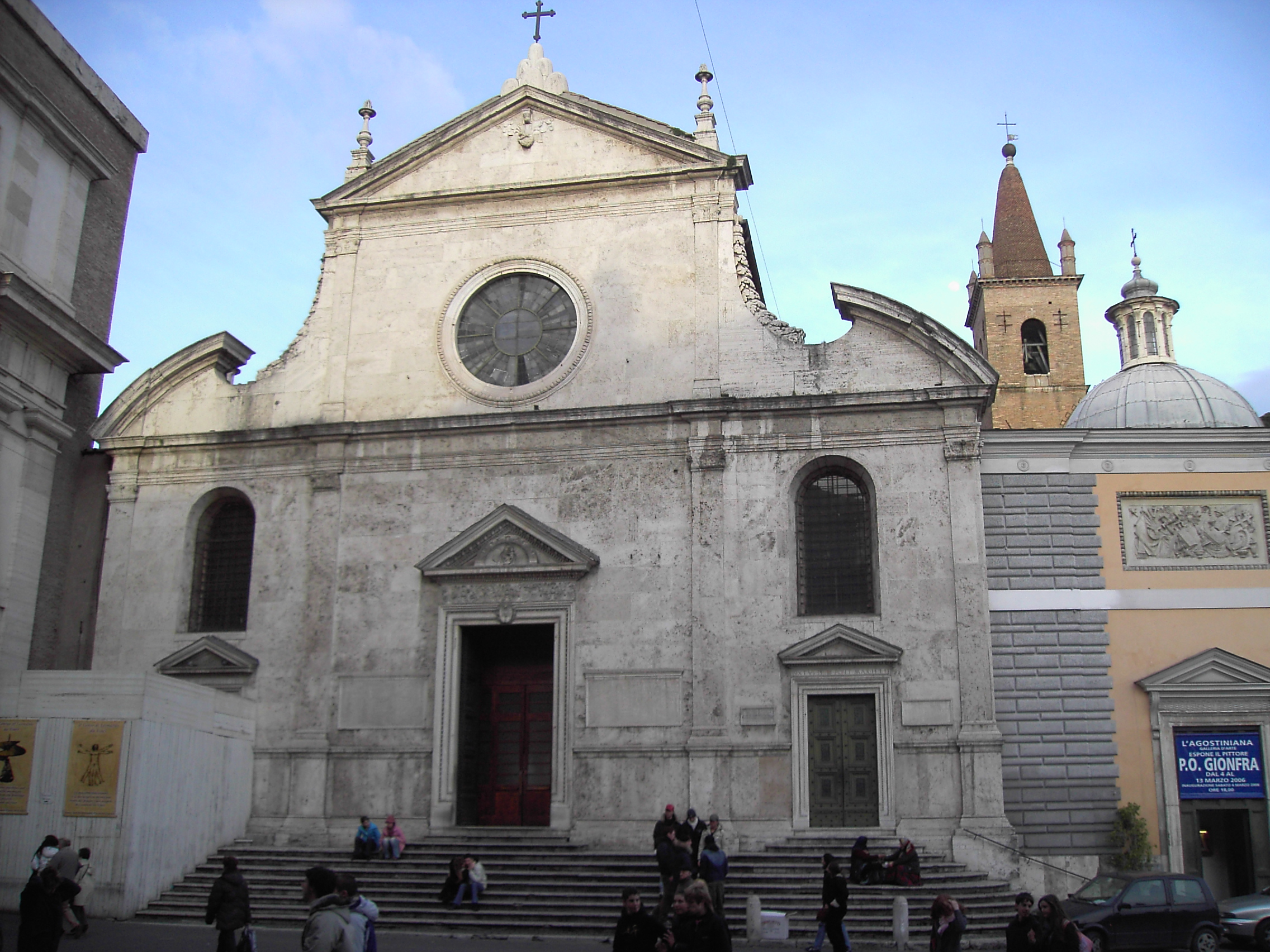
Santa Maria del Popolo.